# Carlos Carrasco Hellwig
Carlos Gustavo Adolfo Carrasco Hellwig (Santiago, 23 de septiembre de 1958) es un militar chileno, General Inspector (R) de Carabineros de Chile, ejerció como General Subdirector de dicha institución.

## Vida militar
En 1977 ingresa a la Escuela de Carabineros, egresando al año siguiente como Subteniente de Orden y Seguridad. Es especialista en el área de inteligencia policial e intérprete en inglés.  
En el año 1995 obtiene el título de Oficial Graduado en Ciencias Policiales en la Academia de Ciencias Policiales. Es Oficial Graduado de FBI y tiene el grado académico de Magíster en Gerencia y Políticas Públicas por la Universidad de Santiago de Chile. 
Asciende al grado de General en noviembre del año 2008, asumiendo la Dirección de Salud de Carabineros de Chile. 
Es investido como General Inspector en diciembre del 2011, tomando las riendas de la Dirección Nacional de Personal, ello hasta el mes de noviembre de 2012, año en que pasa a comandar la Inspección General de la Institución. El año 2014 asume como general subdirector de la institución y en 2015 como inspector general.
Tras la nominación del nuevo general director de Carabineros, ocurrida el día 11 de agosto y en la cual se nominó al general inspector Bruno Villalobos Krumm en dicho cargo, el General Carrasco pasó a retiro junto a los Generales Inspectores Claudio Veloso M. y Eliecer Solar R., entregando el mando de la Subdirección e Inspectoria General de Carabineros.